# Vitex vogelii
Espèce
Synonymes
- Vitex bakeri B.L.Rob.[2]
- Vitex camporum Büttner[2]
- Vitex diversifolia Baker[2]
- Vitex hockii De Wild.[2]
- Vitex madiensis var. angustifolia W.Piep.[2]
- Vitex pobeguinii Aubrév.[2]
- Vitex schweinfurthii Baker[2]
- Vitex vogelii Baker[2]

Vitex vogelii est une espèce de plantes à fleurs de la famille des Lamiaceae et appartenant au genre Vitex.